# Claes Ivarsson
Claes Ivarsson (ur. 4 kwietnia 1968, zm. 10 lipca 2017) – szwedzki żużlowiec.

## Życiorys
Wielokrotny finalista indywidualnych mistrzostw Szwecji, w tym brązowy medalista z 1992 roku z Mariestadu. Wielokrotny uczestnik eliminacji indywidualnych mistrzostw świata (najlepszy wynik: Västervik 1996 – VI miejsce w finale szwedzkim).
W 1991 r. wystąpił w jednym meczu I polskiej ligi, w barwach klubu Falubaz Zielona Góra.
Brat Conny'ego Ivarssona, również żużlowca.